# Colletes latipes
Colletes latipes là một loài Hymenoptera trong họ Colletidae. Loài này được Friese mô tả khoa học năm 1915.